# Corrodale Cottage
Corrodale Cottage ist ein Cottage auf der schottischen Hebrideninsel South Uist. 1980 wurde das Bauwerk in die schottischen Denkmallisten in der Kategorie B aufgenommen.

## Geschichte
Bis 1838 stand die Insel unter der Herrschaft des Clan Ranald. In diesem Jahr erwarb John Gordon of Cluny South Uist und vererbte die Insel innerhalb der Familie weiter. Zur Gewinnung von Weidefläche ließ dieser in den folgenden Jahrzehnten zahlreiche Inselbewohner vertreiben. Bei Cottages handelt es sich typischerweise um ehemalige Crofter-Behausungen, die auf den Hebriden und in den westlichen Highlands allgegenwärtig waren. Heute sind nur noch rund 200 historische Cottages erhalten, von denen 54 auf den Äußeren Hebriden zu finden sind. Corrodale Cottage stammt vermutlich aus dem 19. Jahrhundert. Nach 2005 wurde das Cottage restauriert und wird als Ferienwohnung vermietet.

## Beschreibung
Corrodale Cottage steht isoliert in der kleinen Siedlung Bualadubh im Nordteil South Uists. Es steht direkt an der Hauptverkehrsstraße der Ortschaft. Es handelt sich um ein kleines, eingeschossiges Cottage im Baustil der Insel Skye. Seine ostexponierte Hauptfassade ist drei Achsen weit. Zwei kleine Fenster flankieren die zentrale Eingangstüre. In die rückwärtige Fassade ist mittig ein Fenster eingelassen. Das Mauerwerk von Corrodale Cottage besteht aus Feldstein. Das abschließende Walmdach ist mit Strandhafer eingedeckt, der mit einem Drahtnetz und beschwerenden Steinen fixiert ist. Vor beiden Kaminen erheben sich traufständige Kamine.